# Älvdalens Nya Porfyrverk
Denna artikel handlar om Nya porfyrverket. För Gamla porfyrverket, se Älvdalens porfyrverk
Älvdalens Nya Porfyrverk var en stenindustri vid  Rämmaån i Västermyckeläng, också lokalt kallat Västäng, i Älvdalens kommun.
Älvdalens Nya Porfyrverk var en direkt efterföljare till Gamla porfyrverket (Älvdalens Porfyrverk), som ödelades av en brand 1867, då sliphuset brann ned, och slutligen lades ned 1885. Till Västermyckeläng flyttades på 1880-talet ett tvåvåningsbostadshus från byn Kåtilla. Detta anpassades för industriverksamheten, vilken kom igång 1897, av Frost Anders Andersson (1873–1954), efter det att maskiner flyttats över från det gamla porfyrverket. 
Fabriken har två våningar. På den nedre våningen sågades och borrades porfyren och där finns också en kulslipmaskin. På övervåningen finns två stora planslipar och mindre slip-, poler- och borrmaskiner. Interiören och maskinerna är i huvudsak oförändrade sedan sekelskiftet 1800/1900. Maskinerna drivs med vattenkraft med kraftöverföringen med hjälp av remmar och trähjul av olika storlekar.
Porfyrverket tillverkade gravvårdar, lampor, urnor, smöraskar, knivskaft, knappar och smyckesstenar. Dess största arbete var slipningen av två pelare i garbergsgranit för att hålla upp orgelläktaren i Älvdalens kyrka. Pelarna gjordes 1904 av fyra man i tvåskift under sju månader. Tillverkningen i porfyrverket var som, störst vid mitten av 1910-talet. Under 1920-talet började Frost Anders Anderssons söner Viktor och Lennart Frost också att arbeta vid verket, som nu inriktades på tillverkning av mindre föremål i porfyr. Driften fortsatte till 1983.
Den sista smörasken tillverkades 1953 för Gustav VI Adolf inför hans Eriksgata i Dalarna.

## Monumentalverk
- Två pelare i garbergsgranit, som bär upp orgelläktaren i Älvdalens kyrka, 1904